# Jaques Louis Reverdin

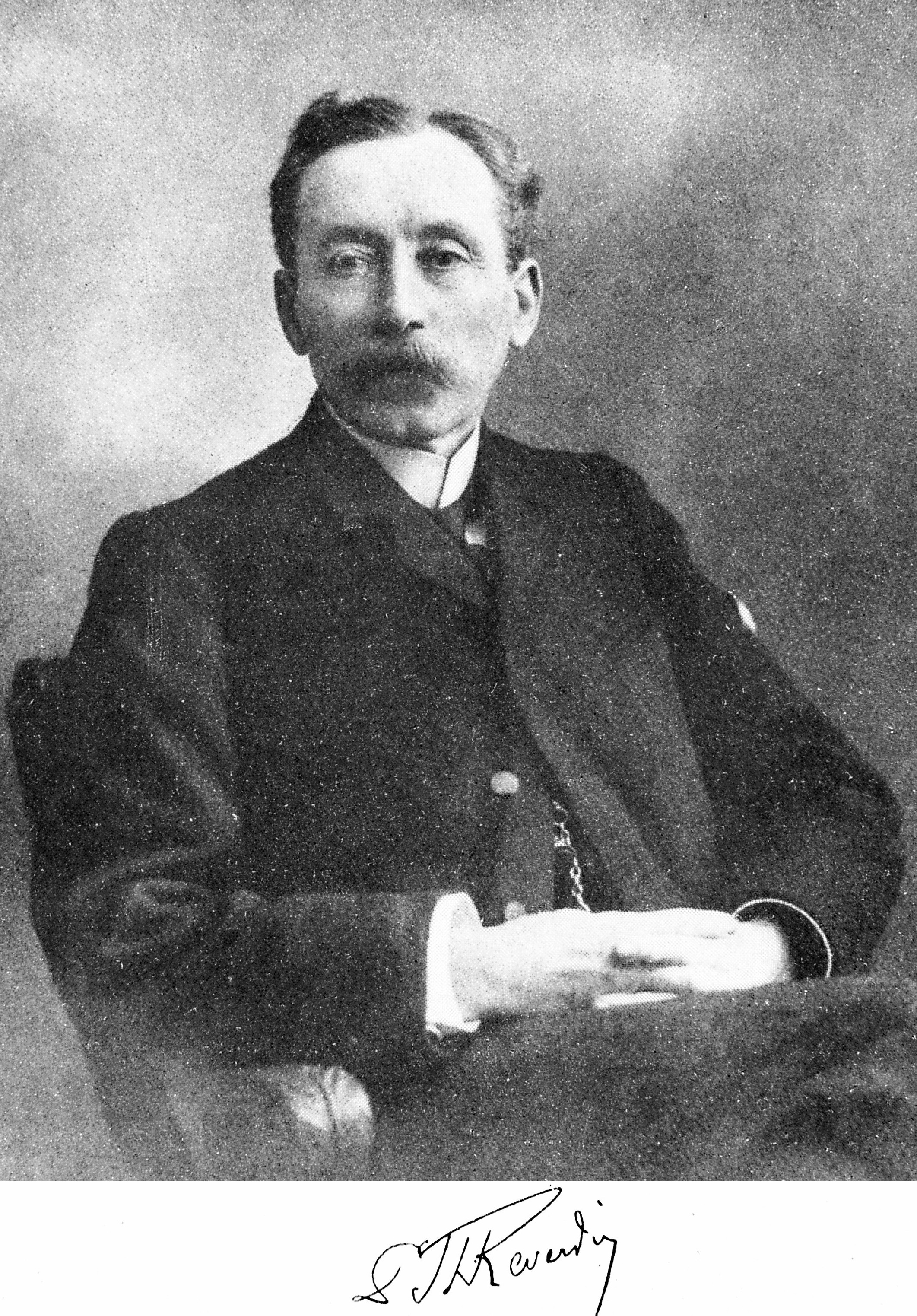
Jaques Louis Reverdin

Jaques Louis Reverdin, auch Jacques(-)Louis Reverdin (* 28. August 1842 in Frontenex, Gemeinde Cologny; † 9. Januar 1929 in Pregny), war ein Schweizer Chirurg und Schmetterlingsforscher.

## Leben

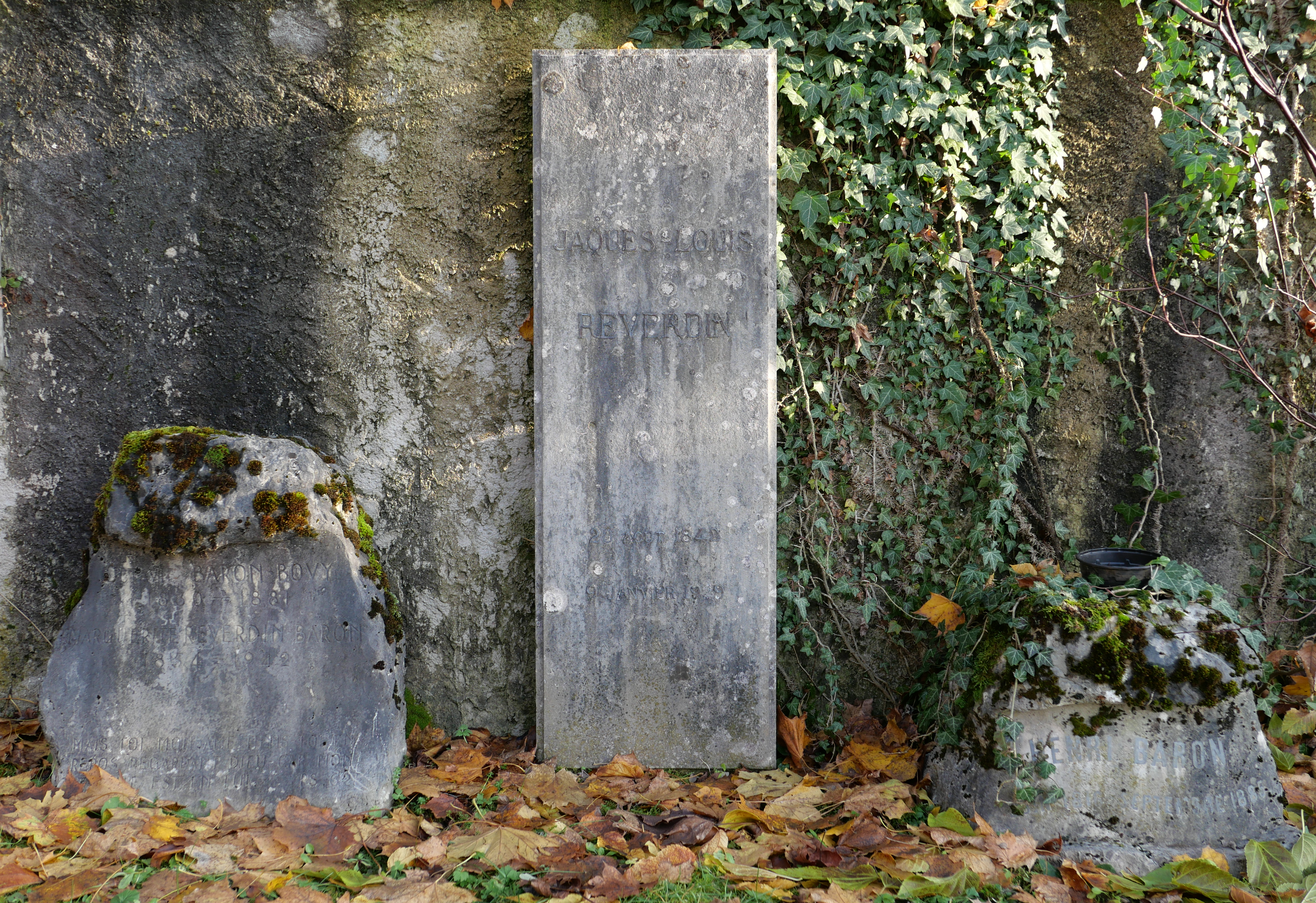
Die Grabsteine von Reverdin, Mitte, seiner Frau Marguerite und Schwiegermutter Octavie Baron-Bovie (1830–1881), links, sowie seinem Schwiegervater Henri Baron, rechts, auf dem Friedhof von Pregny.

Jaques Louis Reverdin kam am 28. August 1842 im zur Gemeinde Cologny im Kanton Genf gehörenden Ort Frontenex als Sohn des aus Paris stammenden Architekten Adolphe Reverdin zur Welt. Er hatte zwei Brüder, den Architekten Emile Reverdin (1845–1901) und den Chemiker Frédéric Reverdin (1849–1931). Sein Onkel war der Chirurg und Politiker Isaac Mayor (1818–1899).
Ab 1862 studierte Reverdin an der Universität von Paris und wurde dort 1865 Assistenzarzt. 1869 arbeitete er als Assistent von Jean Casimir Félix Guyon (1831–1920) im Hôpital Necker in Paris.
1870 beendete er sein Pariser Medizinstudium mit der Promotion zum Doktor der Medizin. Während der Belagerung von Paris 1870–1871 befehligte er als Chefchirurg die Schweizer Ambulanz. Nach einer Studienreise, die ihn nach Italien, Österreich, Preussen und Grossbritannien führte, kehrte er 1872 nach Genf zurück und liess sich dort nieder. Am Genfer Kantonsspital war er 1874 bis 1877 Assistent und Stellvertreter von Louis Odier und 1878 bis 1882 Chefchirurg. 1876 wurde er Professor für äussere Pathologie und operative Medizin an der neu gegründeten medizinischen Fakultät der Universität Genf. 1879 eröffnete er mit seinem Cousin Auguste Reverdin die erste private Chirurgieklinik in Genf.
Im fortgeschrittenen Alter litt er unter Gehörlosigkeit, gab 1910 seine Tätigkeiten als Chirurg und Hochschullehrer auf und widmete sich fortan der Schmetterlingskunde.
Jaques Louis Reverdin, der 1874 Marguerite Alice Baron (1854–1942), die Tochter des französischstämmigen Kunstmalers Henri Baron (1816–1885) geheiratet hatte, hatte zwei Söhne: den Philosophen Henri Reverdin (1880–1975) und den Chirurgen Isaac Reverdin (1884–1940). Henri Reverdin veröffentlichte 1971 eine unter Mithilfe der Witwe seines Bruders verfasste Biographie seines Vaters.

## Leistungen
Im Jahr 1869 führte Reverdin in Paris die erste Transplantation von Hautinseln durch. Die angewendete Methode wurde später nach ihm benannt.
1879 stellte er die sogenannte Reverdin-Nadel zum Nähen vor. 1882 beschrieb er das operative Myxödem, eine durch Kropfentfernungs-Operationen, d. h. operative Entfernung der Schilddrüse, hervorgerufene Hautkrankheit. Über die Erstbeschreibung kam es mit seinem Landsmann Theodor Kocher zum Streit. 1881 gründete er mit Jean Louis Prévost und Constant Picot die Revue médicale de la Suisse romande, für die er anschliessend bis 1919 als Redaktor wirkte.  1892 war er Mitgründer der Genfer Ärztegesellschaft; von 1898 bis 1903 stand er ihr als Präsident vor.
Reverdin genoss sowohl als Mediziner als auch als Lepidopterologe internationalen Ruf. Er war Autor von 79 medizinischen und 51 lepidopterologischen Fachpublikationen. 1871 erhielt er den Prix Civiale. Er war ausländisches Mitglied der Pariser Académie de médecine und der dortigen Société de chirurgie, Offizier der französischen Ehrenlegion und Träger des preussischen Ordens Pour le Mérite für Wissenschaften und Künste.